# Nitocris II
Nitocris II var en prinsessa och prästinna under Egyptens tjugofemte dynasti. Hon var Amons översteprästinna i Thebe, med titeln Gudomlig Avguderska till Amon, cirka 525 f.Kr.  Hon efterträdde Ankhnesneferibre, och blev den sista innehavaren av ämbetet. 